# Jorge Palma
Jorge Palma est un chanteur, pianiste et auteur-compositeur portugais né le 4 juin 1950 à Lisbonne.

## Albums
- Com uma viagem na Palma da Mão (1975)
- 'Té já (1977)
- Qualquer coisa pá música (1979)
- Acto contínuo (1982)
- Asas e Penas (1984)
- O Lado errado da noite (1985)
- Quarto minguante (1986)
- Bairro do amor (1989)
- Só (1991)
- Jorge Palma (2001)
- Vinte e cinco razões de esperança (avec Ilda Fèteira) (2004)
- Norte (2004)
- Voo nocturno (2007)

## Singles
- The Nine Billion Names of God (1972)
- O Pecado capital (avec Fernando Girão) (1975)
- Viagem (1975)
- Deixa-me rir' (1985)